# Michael Hinz

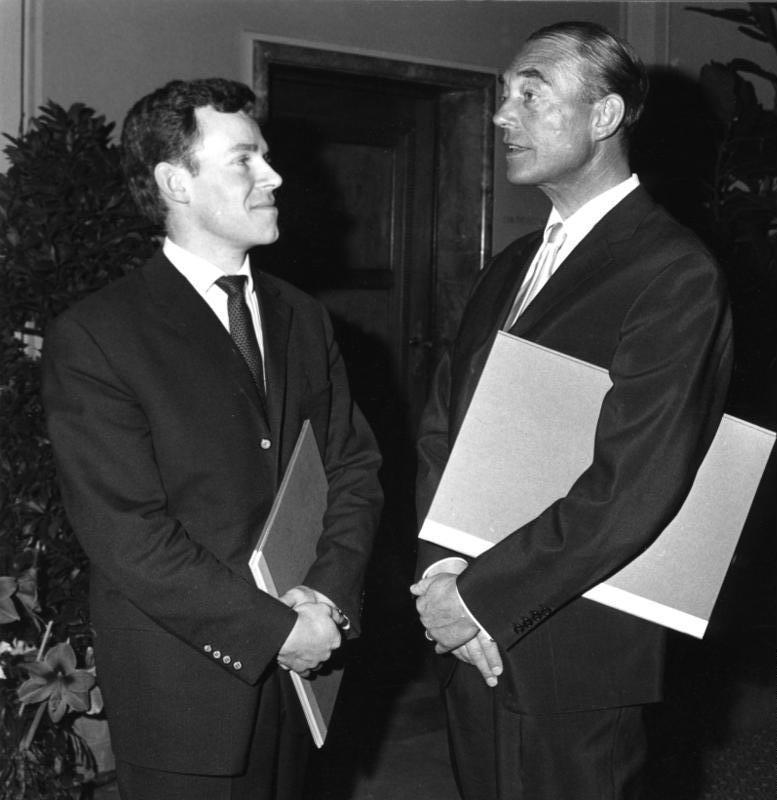
Michael Hinz e Paul Baumgarten a Berlino nel 1960, in occasione della cerimonia per il conferimento del Berliner Kunstpreis

Michael Hinz (Berlino, 28 dicembre 1939 – Monaco di Baviera, 6 novembre 2008) è stato un attore tedesco, che fu attivo in campo cinematografico, televisivo e teatrale.

## Biografia
Figlio degli attori Werner Hinz (1903-1985) e Ehmi Bessel (1904-1998), fratello dell'attore Knut Hinz e marito delle attrici Ingrid van Bergen e Viktoria Brams, fu anche padre dell'attrice Carolin van Bergen (1964-1990). Tra cinema e televisione partecipò, a partire dalla fine degli anni cinquanta, a circa un centinaio di produzioni. Tra i suoi ruoli più noti, figurano quello di Walter Frost nel film Il ponte (Die Brücke, 1959), quello di Gustav nella serie televisiva Hauptstraße Glück (1968), quello di Quentin Kirrin nella serie televisiva La banda dei cinque (Famous Five, 1977-1978) e quello di Butler Domröse nella serie televisiva 5 stelle (Fünf Sterne, 2005-2008).

## Filmografia parziale

### Cinema
- Il ponte (Die Brücke), regia di Bernhard Wicki (1959)
- Una come quelle... (...und sowas nennt sich Leben), regia di Géza von Radványi (1961)
- Le confessioni di una sedicenne (Geständnis einer Sechzehnjährigen), regia di Georg Tressler (1961)
- Legge di guerra, regia di Bruno Paolinelli (1961)
- Il giorno più lungo (The Longest Day), regia di Ken Annakin, Andrew Marton, Bernhard Wicki (1962)
- Sono solo una donna (Ich bin auch nur eine Frau) (1962)
- Jack e Jenny (1963)
- Presto... a letto, regia di Victor Vicas (1964)
- La regina del Rio delle Amazzoni (Lana - Königin der Amazonen), regia di Géza von Cziffra (1964)
- Il seme dell'altro (Der verlogene Akt) (1969)
- Quante volte... quella notte, regia di Mario Bava (1972)
- Il West ti va stretto, amico... è arrivato Alleluja, regia di Anthony Ascott (1972)
- Sole, sesso e pastorizia (Geh, zieh dein Dirndl aus) (1973)
- I turbamenti sessuali di Maddalena (Magdalena, vom Teufel besessen) (1974)
- Touch Me Not (1974)
- La morte di Mario Ricci (La mort de Mario Ricci), regia di Claude Goretta (1983)

### Televisione
- Das letzte Aufgebot (1959)
- Colombe (1965)
- Hauptstraße Glück - serie TV, 13 episodi (1968)
- Fußballtrainer Wulff - serie TV, 6 episodi (1972-1973)
- Le avventure del barone Von Trenck (1972)
- Der Kommissar - serie TV, 3 episodi (1969-1974)
- Telerop 2009 - Es ist noch was zu retten - serie TV, 1 episodio (1974)
- Ardéchois-coeur-fidèle - miniserie TV (1974)
- Das Leben des schizophrenen Dichters Alexander März (1975)
- König Heinrich IV. (1975)
- LH 615 - Operation München (1975)
- Eine ganz gewöhnliche Geschichte - serie TV (1975)
- Die Kette - miniserie TV (1977)
- La banda dei cinque (Famous Five) - serie TV, 25 episodi (1977-1978)
- SOKO 5113 - serie TV, 14 episodi (1978-1987)
- Der Millionenbauer - serie TV, 4 episodi (1979-1988)
- Die Gartenlaube (1982)
- Un caso per due (Ein Fall für zwei), serie TV, 2 episodi (1982-1985)
- L'ispettore Derrick (Derrick) - serie TV, episodi Il caso Annie Rothe-Una coppia fuori dal comune (1976-1986)
- Famiglia dolce famiglia (Die glückliche Familie) - serie TV (1987)
- La casa del guardaboschi (Forsthaus Falkenau) - serie TV, 4 episodi (1989)
- Ausgetrickst (1991)
- Il medico di campagna (Der Landarzt) - serie TV, 2 episodi (1991-1992)
- Florida Lady - serie TV, 2 episodi (1992)
- Rosamunde Pilcher - Das Haus an der Küste), regia di Dieter Kehler - film TV (1996)
- Aus heiterem Himmel - serie TV, 4 episodi (1997-1998)
- Bei aller Liebe - serie TV, 4 episodi (2000-2003)
- Il nostro amico Charly (Unser Charly) - serie TV, 1 episodio (2004)
- 5 stelle (Fünf Sterne) - serie TV, 17 episodi (2005-2008)
- Der Begdoktor - serie TV, 1 episodio (2008)

## Doppiatori italiani
- Romano Malaspina in Il West ti va stretto, amico... è arrivato Alleluja